# Helicella itala
Helicella itala е вид охлюв от семейство Helicellidae. Видът не е застрашен от изчезване.

## Разпространение и местообитание
Разпространен е в Австрия, Белгия, Великобритания (Северна Ирландия), Германия, Дания, Ирландия, Испания, Лихтенщайн, Люксембург, Нидерландия, Полша, Франция, Чехия, Швейцария и Швеция.
Обитава ливади и дюни.

## Описание
Популацията на вида е стабилна.